# Kuchuk
Il Kuchuk (Кучук, Kutschuk) è un fiume della Russia siberiana che, con i suoi 121 km di lunghezza, attraversa il territorio dell'Altaj. Il fiume ha le sue sorgenti dieci chilometri a sud del villaggio di Voznessenka, nel rajon di Robino, e si getta nel lago di Kuchuk. Lungo il suo corso sono stati costruiti dei bacini d'acqua dolce in prossimità dei villaggi di Kayaiushka e di Nižnij Kuchuk, da tre milioni di m³ ciascuno.
Le località attraversate dal Kuchuk sono: Tsentralnoye (1,5 km ad ovest del fiume), Voznessenka, Kayaiushka, Stepnoye Kuchuk, Verchnij Nezamay, Novotroytsk e Nižnij Kuchuk.